# Kai Chosrau III.
Kai Chosrau III. (persisch غياث الدين كيخسرو بن قلج ارسلان, Ghīyāth al-Dīn Kaykhusraw bin Kilij Arslān; Türkisch:III. Gıyaseddin Keyhüsrev; † 1282) war ein seldschukischer Sultan von Rum.

## Leben
Er war der Sohn von Kılıç Arslan IV., der 1265 von den Ilchanen hingerichtet worden war. So wurde Kai Chosrau III. als Kleinkind neuer Sultan. Das Sultanat aber war seit langem unter mongolischer Oberhoheit und die Sultane Vasallen der mongolischen Ilchane. So spielte auch Kai Chosrau III. keine wichtige Rolle als Sultan. Das Sultanat wurde zunächst von dem Pervane später vom Wesir Fakhr al-Din Ali verwaltet.
In Anatolien entwickelten sich im Machtvakuum der Seldschuken neue Beyliks. Darüber hinaus fielen 1277 die Mameluken unter Baibars in Anatolien ein. Baibars konnte die Seldschuken besiegen und an sich binden, wurde aber selbst noch im gleichen Jahr wieder vom Ilchan Abaqa verdrängt.
Später geriet Kai Chosrau III. in Thronstreitigkeiten der Ilchane und wurde so 1282 vom neuen Herrscher der Ilchane hingerichtet. Sein Nachfolger wurde sein Cousin Mas'ud II. – Sohn des Kai Kaus II.
Der Thron Kai Chosraus III. ist erhalten geblieben und steht heute im Ethnografischen Museum Ankara.